# London Road
London Road es una localidad de Santa Lucía que forma parte del distrito de Micoud.